# Borja Mayoral
Borja Mayoral Moya (* 5. April 1997 in Parla) ist ein spanischer Fußballspieler. Seine bevorzugte Position ist der Sturm. Er steht beim FC Getafe unter Vertrag.

## Karriere

### Verein
Borja Mayoral begann seine Juniorenlaufbahn im Alter von sieben Jahren bei AD Parla. Im Sommer 2007 wechselte der damals zehnjährige Mayoral in die Jugend von Real Madrid, wo er in der Mannschaft Alevín B (U-11) begann. Fortan durchlief er diverse Altersklassen, bis er zur Saison 2014/15 in die A-Jugend gelangte. In der UEFA Youth League bestritt er in jener Spielzeit sieben Begegnungen und erzielte ebenso viele Tore. Sein Debüt in der Zweitmannschaft Real Madrid Castilla feierte er am 18. Januar 2015 in der Segunda División B gegen den FC Getafe B. Für ein Ligaspiel gegen UD Almería am 29. April 2015 nominierte Trainer Carlo Ancelotti ihn erstmals für den Kader der Profimannschaft, letztlich kam er jedoch nicht zum Einsatz.
Sein Debüt im A-Kader feierte Borja Mayoral am 31. Oktober 2015 in einem Ligaspiel gegen UD Las Palmas, als er in der 87. Minute für Toni Kroos eingewechselt wurde.
Im Juli 2016 wurde er an den deutschen Bundesligisten VfL Wolfsburg verliehen. Für die Wölfe debütierte er in der Bundesliga am 7. Spieltag bei der 0:1-Heimniederlage gegen RB Leipzig. Seinen ersten Treffer in der Bundesliga erzielte er bei der 2:3-Niederlage gegen Hertha BSC am 13. Spieltag.
Zur Saison 2017/18 kehrte Mayoral nach Madrid zurück. Er kam in 14 Ligaspielen zum Einsatz, in denen er drei Treffer erzielte. Im Mai 2018 gewann er zum zweiten Mal die Champions League, wozu er einen Treffer in vier Einsätzen beisteuerte.
Am 31. August 2018 wechselte Mayoral bis zum Ende der Saison 2018/19 auf Leihbasis zur UD Levante. Er kam in 29 Ligaspielen (16-mal von Beginn) zum Einsatz und erzielte 3 Tore. Während der Sommerpause wurde die Leihe für die Saison 2019/20 verlängert. In seiner zweiten Saison kam Mayoral 34-mal in der Liga zum Einsatz (24-mal in der Startelf) und erzielte 8 Tore.
Zur Saison 2020/21 kehrte Mayoral zu Real Madrid zurück. Nachdem er 2-mal in der Liga eingewechselt worden war, wurde er Anfang Oktober 2020 bis zum 30. Juni 2022 in die italienische Serie A an die AS Rom ausgeliehen. Bis zum Saisonende kam der Stürmer unter dem Cheftrainer Paulo Fonseca 31-mal in der Liga zum Einsatz, stand 18-mal in der Startelf und erzielte 10 Tore. In der folgenden Spielzeit kam er für Rom in fünf Ligaspielen zum Einsatz, bevor er im Januar 2022 an den FC Getafe weiterverliehen wurde. Im folgenden Sommer wurde er fest von Getafe verpflichtet.

### Nationalmannschaft
Borja Mayoral feierte im November 2013 in zwei Freundschaftsspielen gegen Deutschland sein Debüt in der spanischen U-17 Nationalmannschaft. Mit der spanischen U19 gewann er die Europameisterschaft 2015 durch ein 2:0 im Endspiel gegen Russland. Mayoral erzielte im Laufe des Turniers drei Tore, darunter das 1:0 im Finale, und wurde Torschützenkönig. Im Zuge der Qualifikation zur U-21-EM 2017 debütierte der erst 18-jährige Borja Mayoral am 7. Oktober 2015 gegen Schweden in der spanischen U21.

## Titel und Erfolge
Real Madrid
- Champions-League-Sieger: 2016 (ohne Einsatz), 2018
- UEFA-Super-Cup-Sieger: 2017 (ohne Einsatz)
- Klub-Weltmeister: 2017 (ohne Einsatz)
- Spanischer Supercup: 2017 (ohne Einsatz)

Nationalmannschaft
- U19-Europameister: 2015
- U21-Europameister: 2019

Auszeichnungen
- Torschützenkönig der U19-Europameisterschaft: 2015 (3 Treffer)
- Torschützenkönig der Europa League: 2021 (7 Treffer)

## Sonstiges
- Mayoral ist Diabetiker.[9]